# Metal Slug 2
Metal Slug 2 (яп. メタルスラッグ 2) — компьютерная игра в жанре «беги и стреляй», основанная на отмененном Sonic-16 компании Sega, для консолей и аркадных автоматов Neo-Geo, выпущенная в 1998 году компанией SNK. Вторая часть в серии Metal Slug, непосредственное продолжение первой части. Впоследствии была портирована на приставку PlayStation и персональный компьютер, с 2007 года добавлена в сервис PlayStation Network, с 2008 года — доступна для эмуляции через Virtual Console. Известна также под названием Metal Slug X.
Ключевую роль в сюжете вновь играют члены специального подразделения «Сапсан», которые снова противостоят коварному генералу Мордену, главному отрицательному герою первой части, вернувшемуся с новой армией для захвата всего мира. К отряду присоединились два новых персонажа: Эри Касамото и Фиолина Джерми. По прошествии первых уровней выясняется, что для реализации своих планов генерал заручился поддержкой марсиан. Однако в ходе последнего уровня пришельцы предают злодея и тому ничего другого не остаётся, как вступить в союз с членами «Сапсана», чтобы вместе с протагонистами подавить иноземное вторжение. В последнем сражении героям удаётся одолеть материнский корабль марсиан, и те, потерпев поражение, вынуждены покинуть Землю.
Во второй части представлены некоторые новые виды оружия, в частности «лазер», способный одним выстрелом убивать сразу нескольких расположенных в линию вражеских солдат и с лёгкостью разрушающий бронетехнику неприятеля. «Огненные бомбы», появляющиеся на втором уровне, помогают расчистить путь от враждебно настроенных мумий. Есть также «бронебойные заряды прямого действия», используемые во время управления танком — в случае прямого попадания они разрушают вражеские боевые единицы практически мгновенно. Появились и новые средства передвижения, такие как верблюд с установленным шестиствольным авиационным пулемётом, прыгающий механизм «слагноид» и заряженный ракетами воздух-воздух реактивный самолёт вертикального взлёта.
Важным аспектом геймплея являются превращения персонажей. Уже на втором уровне в качестве противников выступают мумии, своим дыханием превращающие героев в таких же замотанных бинтами мертвецов — в этом случае скорость их передвижения резко снижается, а из оружия остаётся один лишь слабый пистолет, кроме того, существенно падает скорость метания гранат. Второе касание фиолетового дыхания приводит к потере жизни, но от проклятия можно избавиться, если найти одно из разбросанных по уровню противоядий. Позже по игре персонажи, собравшие в ходе прохождения много съестных продуктов, могут превратиться в толстяков — они сохраняют накопленное оружие, но действует оно несколько иначе. Например, нож заменяется вилкой, возрастает величина снарядов. Ожирение пропадает после гибели персонажа, либо после нахождения порошка для похудения.
Metal Slug 2 — это первая игра в серии, где дружественные персонажи не просто снабжают героев предметами, но помогают им в бою своим непосредственным участием.
Metal Slug X — обновленная версия игры, в которой добавлены новые виды оружия, оптимизирован код (устранены или сокращены замедления при большом количестве спрайтов на экране, характерные для оригинальной 2 части), заново сведена вся музыка, перезаписан голос диктора и перерисован дизайн уровней.

## Оценки
| Сводный рейтинг | Сводный рейтинг         |
| Агрегатор       | Оценка                  |
| --------------- | ----------------------- |
| GameRankings    | 78,47 %                 |
| Metacritic      | 76/100 (iOS, 6 обзоров) |

Игра получила преимущественно положительные отзывы. На сайте-агрегаторе Metacritic средняя оценка игры составляет 76 из 100 на основе 6 обзоров для платформы iOS.
Летом 2018 года, благодаря уязвимости в защите Steam Web API, стало известно, что точное количество пользователей сервиса Steam, которые играли в игру хотя бы один раз, составляет 229 374 человека.